# Vonatkoztatási rendszer
A vonatkoztatási rendszer a fizikában a hely és az idő megadását lehetővé tevő viszonyítási objektumok rendszere. Anyagi jellegű fogalom, azaz alappontjait és alapirányait valós anyagi testek jelölik ki. Bármilyen anyagi rendszer választható vonatkoztatási rendszernek. A vonatkoztatási rendszer matematikai leírása a koordináta-rendszer.

## Tehetetlenségi rendszerek
Az inerciarendszer vagy tehetetlenségi rendszer a fizikai alaptörvények szempontjából legfontosabb rendszer, olyan rendszer, amiben érvényes Newton tehetetlenségi törvénye. Newton úgy gondolta, létezik egy ilyen abszolút rendszer, amihez képest minden egyenes vonalú egyenletes mozgást végző rendszer is inerciarendszer. Ma úgy gondoljuk, ilyen abszolút rendszer nincs. Inerciarendszernek tekinthető minden olyan koordináta-rendszer amelyre igazak a newtoni axiómák, és ily módon a magukra hagyott testek nyugalomban vannak, vagy egyenes vonalú, egyenletes mozgást végeznek. Ha feltételezzük, hogy létezik egy ilyen inerciarendszer, azzal végtelen sok másik vonatkoztatási rendszer létét is feltételezzük, mivel minden az általunk eredetileg feltételezetthez képest egyenletes, egyenes vonalú mozgást végző koordináta-rendszer is inerciarendszer.
Egy inerciarendszert megtalálni gyakorlati közelítéssel lehet, attól is függően, milyen pontosan akarunk vagy tudunk mérni. Sok szempontból a Föld felszínéhez rögzített koordináta-rendszer is inerciarendszernek tekinthető, de ehhez el kell hanyagolnunk a Föld forgását. A Naprendszer jobb közelítése egy inerciarendszernek, a Tejútrendszer pedig még jobb.

## Nem tehetetlenségi rendszerek
A nem tehetetlenségi rendszereket gyorsuló vonatkoztatási rendszereknek hívjuk. Ilyen egy mozgó személygépkocsi, vagy a forgó Föld stb. Az ilyen rendszerbeli leírásra nem érvényesek a Newton-törvények, mert a testek erőhatás nélkül is látszólag gyorsulnak. Helyre lehet azonban állítani formálisan az ilyen rendszerekben is a mechanikai alaptörvényeket ún. tehetetlenségi erők vagy inerciaerők bevezetésével. Ilyen erők pl:
- transzlációs tehetetlenségi erő – transzlációsan gyorsuló koordináta-rendszerben
- centrifugális erő – forgó koordináta-rendszerben
- Coriolis-erő – forgó koordináta-rendszerben mozgó test esetén
- Euler-erő – változó szögsebességgel forgó koordináta-rendszerben

## Külső hivatkozások
- International Celestial Reference System Archiválva 2006. augusztus 5-i dátummal a Wayback Machine-ben
- What is ITRF?
- IERS International Terrestrial Reference System page
- IERS International Terrestrial Reference Frame page
- Tömegközépponti és laboratóriumi vonatkoztatási rendszer közti különbség szemléltetése GIF animációval Archiválva 2012. november 3-i dátummal a Wayback Machine-ben. Példa: egyforma tömegű testek rugalmas ütközése.